# Zeremonielle Grafschaften Englands
Die zeremoniellen Grafschaften Englands (englisch im allgemeinen Sprachgebrauch meist ceremonial counties, amtlich counties and areas  for the purposes of the lieutenancies) sind Gebietseinheiten in England, die einem Lord Lieutenant, dem persönlichen Repräsentanten des britischen Monarchen, zugewiesen sind. Die Zuordnung der einzelnen Verwaltungsbezirke zu den 48 zeremoniellen Grafschaften wurde von der Regierung im Lieutenancies Act 1997 festgelegt. Die zeremoniellen Grafschaften werden häufig auch als geografische Bezeichnungen benutzt und deshalb gelegentlich geografische Grafschaften (engl. geographic counties) genannt. Sie sind zu unterscheiden von den traditionellen Grafschaften Englands. Die einzige Funktion der zeremoniellen Grafschaften besteht in der Ernennung dieser Lord Lieutenants für repräsentative Aufgaben; Verwaltungstätigkeit findet stattdessen auf Ebene der Verwaltungsgrafschaften statt, deren Grenzen in manchen, aber nicht allen Fällen mit denen der zeremoniellen übereinstimmen.

## Die heutige Aufteilung
1. Northumberland
2. Tyne and Wear
3. County Durham, bestehend aus County Durham, Darlington, Hartlepool und Stockton-on-Tees (soweit nördlich des Tees)
4. Cumbria, bestehend aus Cumberland und Westmorland and Furness
5. Lancashire, einschließlich Blackburn with Darwen und Blackpool
6. North Yorkshire, bestehend aus North Yorkshire, York, Middlesbrough, Redcar and Cleveland und Stockton-on-Tees (soweit südlich des Tees)
7. East Riding of Yorkshire, einschließlich Kingston-upon-Hull
8. South Yorkshire
9. West Yorkshire
10. Greater Manchester
11. Merseyside
12. Cheshire, bestehend aus Cheshire East, Cheshire West and Chester, Halton und Warrington
13. Derbyshire, einschließlich Derby
14. Nottinghamshire, einschließlich Nottingham
15. Lincolnshire, einschließlich North Lincolnshire und North East Lincolnshire
16. Rutland
17. Leicestershire, einschließlich Leicester
18. Staffordshire, einschließlich Stoke-on-Trent
19. Shropshire, bestehend aus Shropshire und Telford and Wrekin
20. Herefordshire
21. Worcestershire
22. West Midlands
23. Warwickshire
24. Northamptonshire, bestehend aus North Northamptonshire und West Northamptonshire
25. Cambridgeshire, einschließlich Peterborough
26. Norfolk
27. Suffolk
28. Essex, einschließlich Southend-on-Sea und Thurrock
29. Hertfordshire
30. Bedfordshire, bestehend aus Bedford, Central Bedfordshire und Luton
31. Buckinghamshire, einschließlich Milton Keynes
32. Oxfordshire
33. Gloucestershire, einschließlich South Gloucestershire
34. Bristol
35. Somerset, bestehend aus Somerset, Bath and North East Somerset und North Somerset
36. Wiltshire, bestehend aus Wiltshire und Swindon
37. Berkshire, bestehend aus Bracknell Forest, Reading, Slough, West Berkshire, Windsor and Maidenhead und Wokingham
38. Greater London, ohne City of London
39. Kent, einschließlich Medway
40. East Sussex, einschließlich Brighton and Hove
41. West Sussex
42. Surrey
43. Hampshire, einschließlich Southampton und Portsmouth
44. Isle of Wight
45. Dorset, bestehend aus Dorset und Bournemouth, Christchurch and Poole
46. Devon, einschließlich Plymouth und Torbay
47. Cornwall, einschließlich Isles of Scilly
48. City of London

## Geschichte

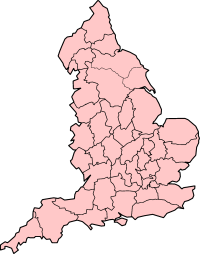
Die zeremoniellen Grafschaften vor der Bildung von Greater London 1965 (ohne kleine County Boroughs)

Als 1888 das bisherige System der traditionellen Grafschaften verändert wurde, indem in den Grafschaften Räte (engl. county councils) eingerichtet wurden und damit das System der Verwaltungsgrafschaften errichtet wurde, wurde auch die Zuordnung der Gebiete Englands zu den Lord Lieutenants, die bis dahin im Wesentlichen mit den traditionellen Grafschaften übereinstimmte (eine Ausnahme bildete z. B. Bristol, das schon seit Jahrhunderten einen Lord Lieutenant hatte), reformiert. Die neue Einteilung verband die Verwaltungsgrafschaften und County Boroughs zu Gebieten, die denen der traditionellen Grafschaften ähnlich waren. Zum Beispiel wurde die zeremonielle Grafschaft Leicestershire aus der Verwaltungsgrafschaft Leicestershire und dem County Borough of Leicester gebildet. Gebiete, die in mehrere Untergebiete unterteilt waren (z. B. Suffolk in West Suffolk und East Suffolk) wurden zu einer einzigen zeremoniellen Grafschaft zusammengefasst. Die so nach 1888 entstandenen zeremoniellen Grafschaften stimmten im Wesentlichen weiter mit denen überein, die vor 1888 bestanden.
Mit Ausnahme kleinerer Grenzveränderungen bestanden diese zeremoniellen Grafschaften bis 1965. Mit der in diesem Jahr erfolgten Bildung von Greater London wurde das Amt des Lord Lieutenant in Middlesex abgeschafft. Außerdem wurde die Verwaltungsgrafschaft Huntingdon and Peterborough neu gebildet; diese Veränderung wurde jedoch bei den zeremoniellen Grafschaften nicht nachvollzogen.

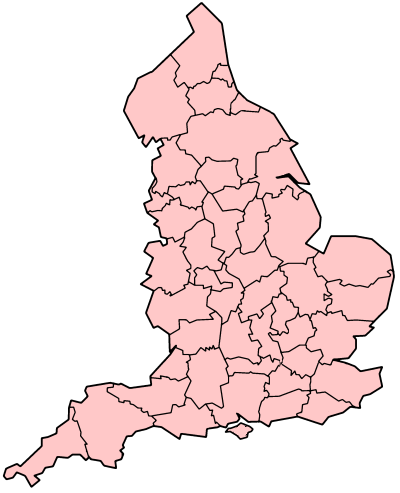
Zeremonielle Grafschaften von 1974 bis 1996

1974 wurden die County Boroughs als Verwaltungseinheiten aufgelöst und das System der Verwaltungsgrafschaften grundlegend reformiert. Zugleich wurden die zeremoniellen Grafschaften in ihrem Zuschnitt so verändert, dass sie mit den Verwaltungsgrafschaften übereinstimmten.
1990 wurden einige der 1974 neu gebildeten Verwaltungsgrafschaften wieder aufgelöst. Diese Gebiete wurden entweder den bestehenden zeremoniellen Grafschaften zugeordnet oder zu neuen gruppiert:
- Avon wurde im Wesentlichen aufgeteilt zwischen Gloucestershire und Somerset, wobei Bristol seinen früheren Status einer zeremoniellen Grafschaft zurückerhielt.
- Cleveland wurde zwischen North Yorkshire und County Durham aufgeteilt.
- Hereford and Worcester wurde in die neuen zeremoniellen Grafschaften Herefordshire und Worcestershire geteilt.
- Humberside wurde zum Teil der neuen zeremoniellen Grafschaft East Riding of Yorkshire zugeordnet, der verbleibende Teil kam zu Lincolnshire.

1997 wurde der Status von Rutland als zeremonielle Grafschaft wiederhergestellt.

## Liste der Zeremonielle Grafschaften nach Einwohnerzahl
| Rang | Grafschaft               | Einwohner (2022) | Fläche (km2) | Einwohner je km2 |
| ---- | ------------------------ | ---------------- | ------------ | ---------------- |
| 1    | Greater London           | 8 855 333        | 1 569        | 5 643            |
| 2    | West Midlands            | 2 953 816        | 902          | 3 276            |
| 3    | Greater Manchester       | 2 911 744        | 1 276        | 2 282            |
| 4    | West Yorkshire           | 2 378 148        | 2 029        | 1 172            |
| 5    | Hampshire                | 1 877 917        | 3 769        | 498              |
| 6    | Essex                    | 1 877 301        | 3 664        | 512              |
| 7    | Kent                     | 1 875 893        | 3 738        | 502              |
| 8    | Lancashire               | 1 550 490        | 3 066        | 506              |
| 9    | Merseyside               | 1 442 081        | 652          | 2 211            |
| 10   | South Yorkshire          | 1 392 105        | 1 552        | 897              |
| 11   | Devon                    | 1 232 660        | 6 707        | 184              |
| 12   | Surrey                   | 1 214 540        | 1 663        | 731              |
| 13   | Hertfordshire            | 1 204 588        | 1 643        | 733              |
| 14   | North Yorkshire          | 1 172 860        | 8 654        | 136              |
| 15   | Nottinghamshire          | 1 163 335        | 2 159        | 539              |
| 16   | Staffordshire            | 1 146 249        | 2 714        | 422              |
| 17   | Tyne and Wear            | 1 141 795        | 540          | 2 115            |
| 18   | Cheshire                 | 1 108 765        | 2 346        | 473              |
| 19   | Lincolnshire             | 1 103 320        | 6 977        | 158              |
| 20   | Leicestershire           | 1 095 554        | 2 156        | 508              |
| 21   | Derbyshire               | 1 066 954        | 2 625        | 406              |
| 22   | Somerset                 | 991 615          | 4 170        | 238              |
| 23   | Berkshire                | 958 803          | 1 262        | 760              |
| 24   | Gloucestershire          | 947 174          | 3 150        | 301              |
| 25   | Norfolk                  | 925 299          | 5 384        | 172              |
| 26   | Cambridgeshire           | 906 814          | 3 390        | 268              |
| 27   | West Sussex              | 892 336          | 1 991        | 448              |
| 28   | Durham                   | 872 075          | 2 676        | 326              |
| 29   | Buckinghamshire          | 852 589          | 1 874        | 455              |
| 30   | East Sussex              | 828 685          | 1 791        | 463              |
| 31   | Northamptonshire         | 792 421          | 2 364        | 335              |
| 32   | Dorset                   | 785 172          | 2 653        | 296              |
| 33   | Suffolk                  | 768 555          | 3 800        | 202              |
| 34   | Wiltshire                | 751 542          | 3 485        | 216              |
| 35   | Oxfordshire              | 738 276          | 2 605        | 283              |
| 36   | Bedfordshire             | 715 940          | 1 235        | 580              |
| 37   | East Riding of Yorkshire | 615 161          | 2 475        | 249              |
| 38   | Worcestershire           | 609 216          | 1 741        | 350              |
| 39   | Warwickshire             | 607 604          | 1 975        | 308              |
| 40   | Cornwall                 | 577 694          | 3 562        | 162              |
| 41   | Shropshire               | 516 049          | 3 488        | 148              |
| 42   | Cumbria                  | 503 033          | 6 768        | 74               |
| 43   | Bristol                  | 479 024          | 110          | 4 368            |
| 44   | Northumberland           | 324 362          | 5 020        | 65               |
| 45   | Herefordshire            | 188 719          | 2 180        | 87               |
| 46   | Isle of Wight            | 140 794          | 380          | 371              |
| 47   | Rutland                  | 41 151           | 382          | 108              |
| 48   | City of London           | 10 847           | 2.89         | 3 753            |